# カルボニルシアニド-m-クロロフェニルヒドラゾン
カルボニルシアニド-m-クロロフェニルヒドラゾン（英: Carbonyl cyanide m-chlorophenyl hydrazone、CCCP）は、酸化的リン酸化の抑制剤である。この化合物はニトリルとヒドラゾンの部分を持つ。